# Dūkštas
Dūkštas è una città del distretto di Ignalina della contea di Utena, nell'est della Lituania. Secondo un censimento del 2011, la popolazione ammonta a 888 abitanti.
Dūkštas è situata sull’omonimo lago e dista 26 km da Ignalina, che si trova a nord.
Non dista molto dalla frontiera bielorussa. Costituisce il centro principale dell’omonima seniūnija.
La città ha dato i natali a Charles Rappoport (1865–1941), politico militante tra le file del Partito Comunista, giornalista e scrittore, che ha vissuto perlopiù in Francia.

## Nome
Il termine con cui si identifica l’insediamento deriva dall’omonimo lago.

## Storia

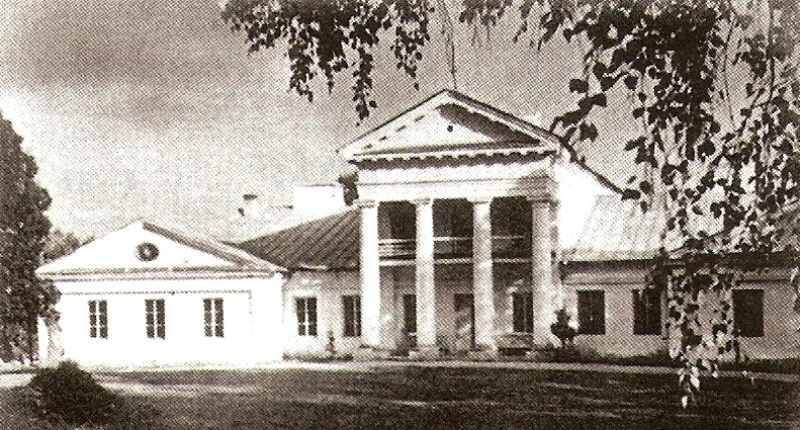
Vecchio municipio di Dūkštas in una foto d’epoca

Dūkštas fu fondata verosimilmente in età moderna, probabilmente precedentemente alla prima volta in atti ufficiali nel 1737. L'insediamento ha iniziato a crescere nel XIX secolo, a seguito dell’ultimazione dei lavori della ferrovia Varsavia-San Pietroburgo. 
Nel luglio del 1861, poco prima della conclusione dei lavori di costruzione per la ferrovia, ebbe luogo il primo sciopero della storia lituana. I protagonisti dell’evento furono poi puniti dalle autorità russe.
Durante la prima guerra mondiale, ci fu l'occupazione tedesca. Dal 1920, entrò a far parte del territorio della Seconda Repubblica di Polonia. Il 10 ottobre 1939 tornò a far parte della Lituania, anche se ci resterà per breve tempo.
Durante l'occupazione sovietica avutasi dopo la seconda guerra mondiale, operò una squadra di partigiani indipendentisti.
Il 14 marzo 2012, il capo di Stato della Lituania con decreto presidenziale n.1K-991 ha reso l’attuale stemma quello ufficiale.

## Galleria d’immagini

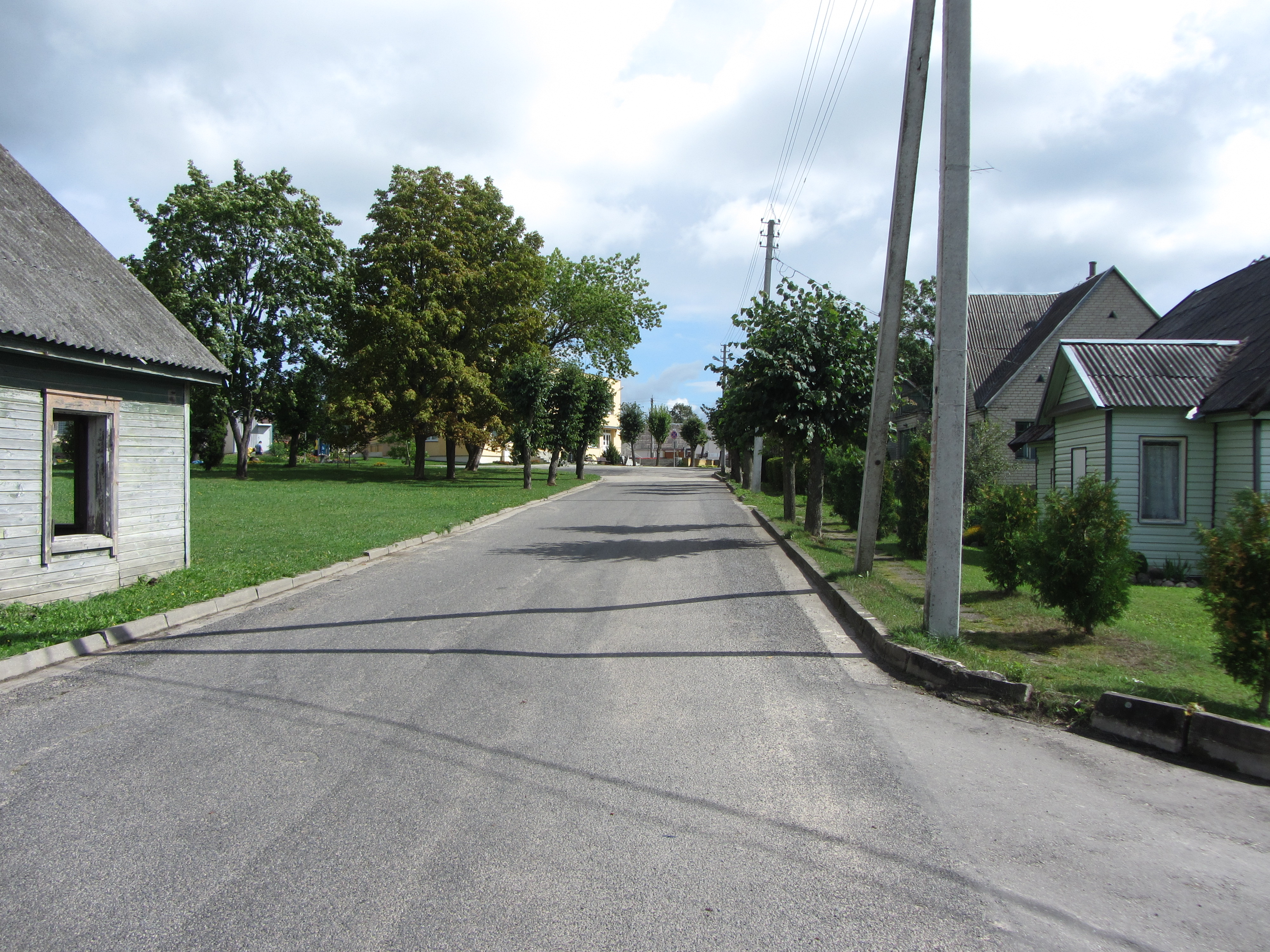
Strada cittadina
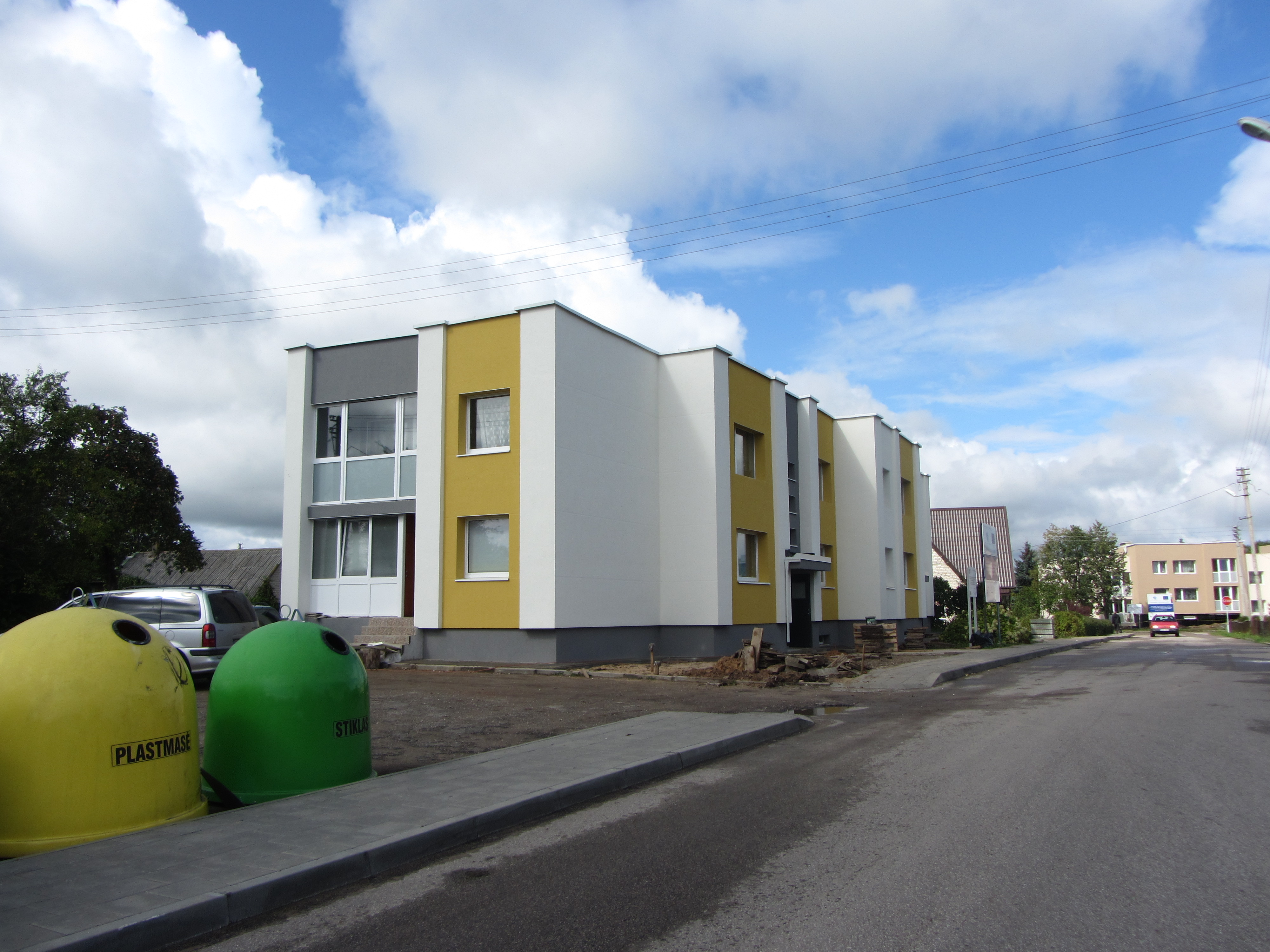
Condomini
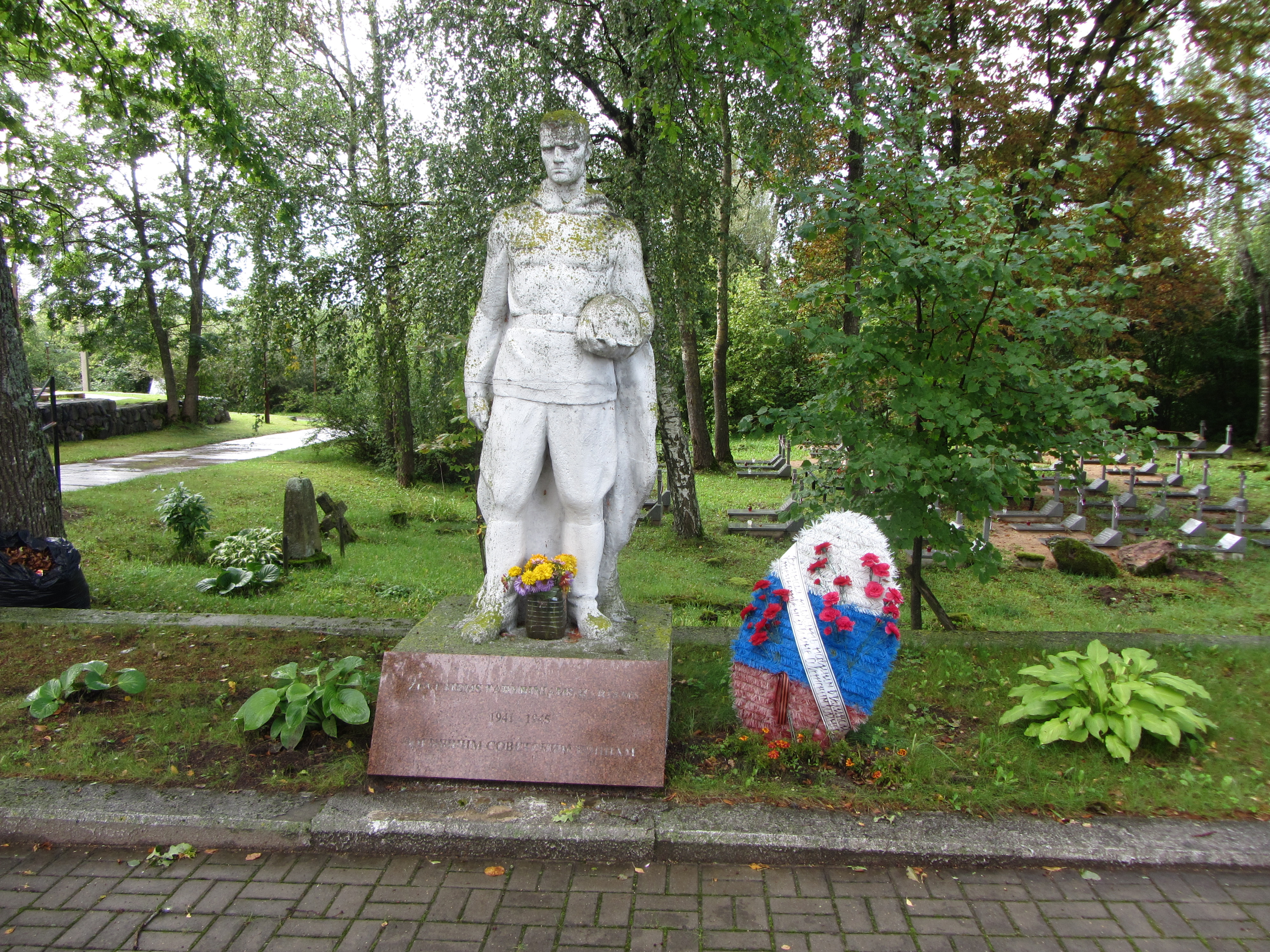
Cimitero dei soldati russi
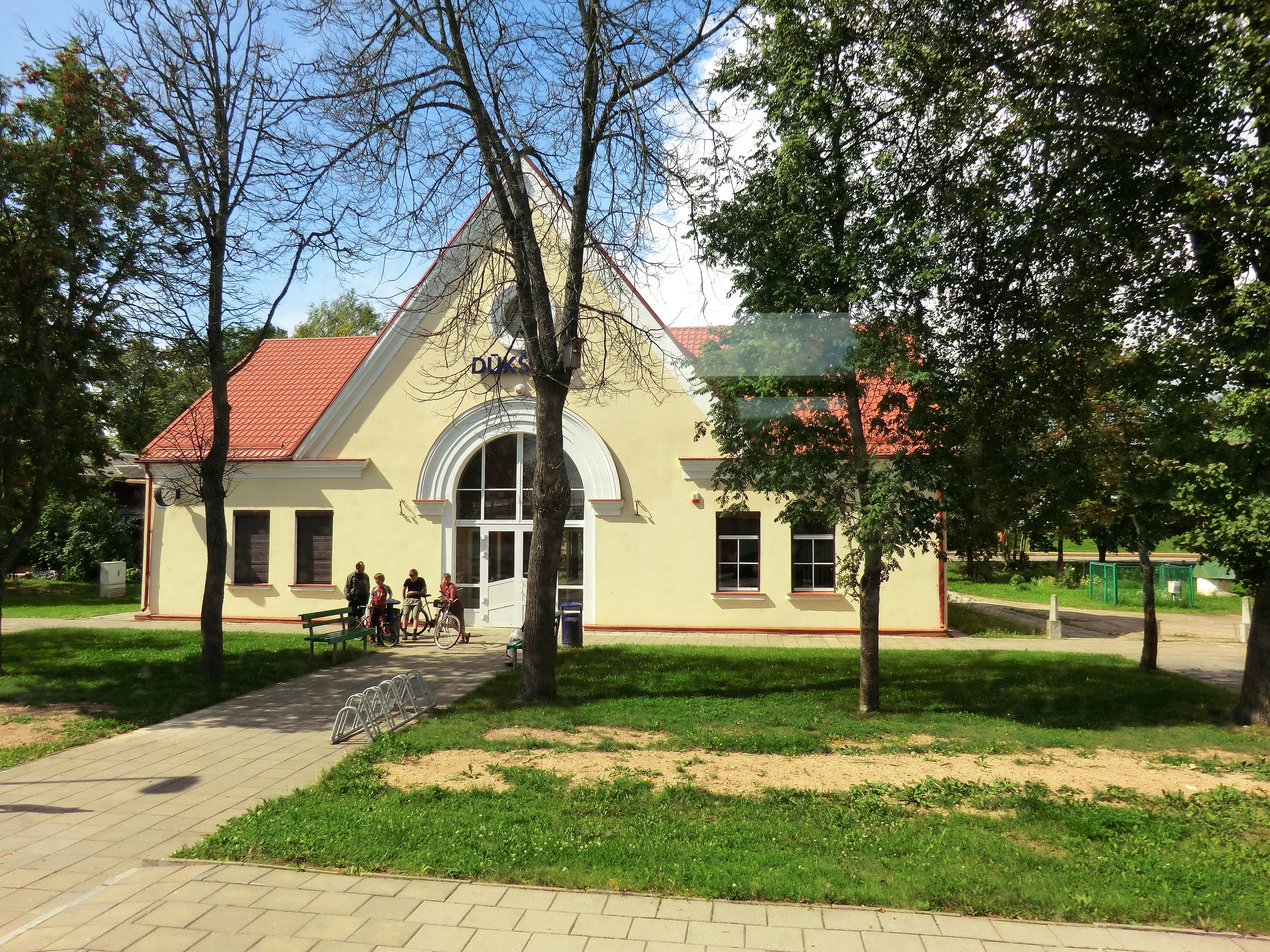
Stazione ferroviaria
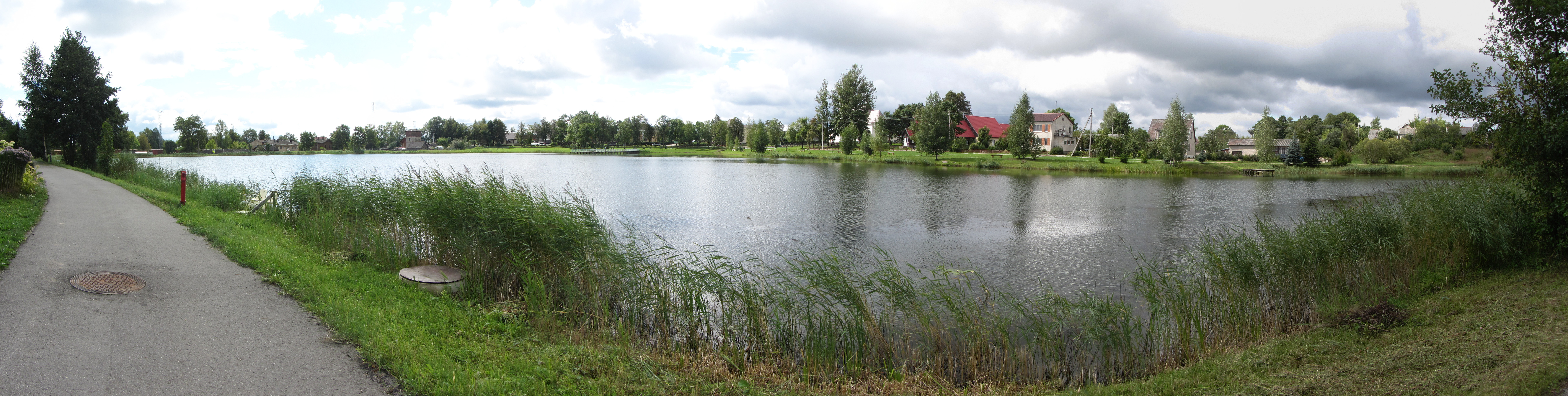
Lungolago